# Orlen KolTrans

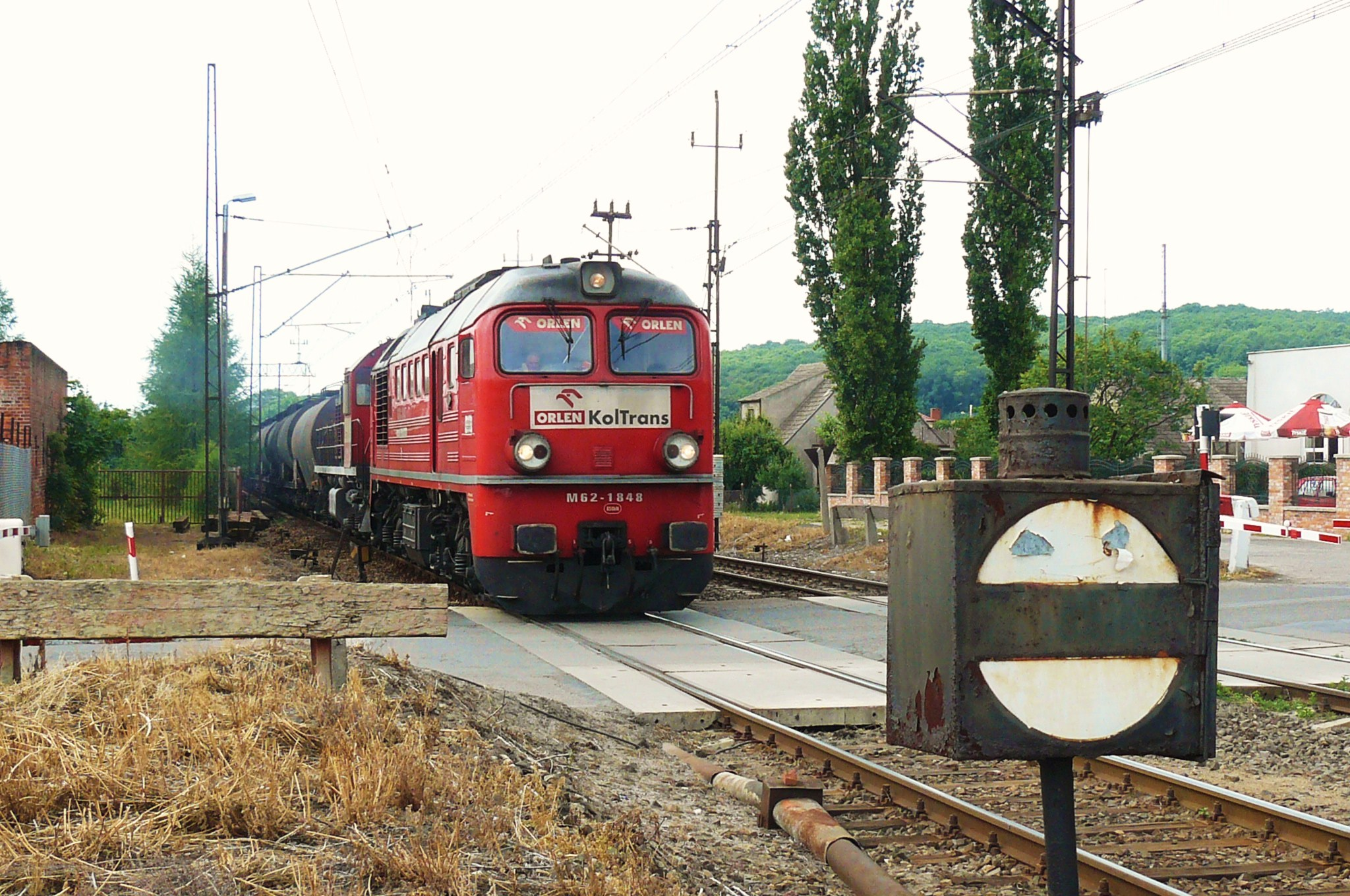
Pociąg z lokomotywą M62-1848 Orlen KolTransu w Osieku nad Notecią na pierwszym planie po prawej stronie znak tarczy zaporowej

Orlen KolTrans – polski przewoźnik kolejowy działający w latach 2001–2023. Spółka zajmowała się transportem paliw płynnych na terenie Polski, serwisem i naprawą taboru kolejowego, dzierżawą wagonów, spedycją oraz zarządzaniem i obsługą bocznic. Został przejęty przez Lotos Kolej, którego głównym udziałowcem jest spółka Orlen.

## Historia
Spółka ORLEN KolTrans powstała w 2001 roku w ramach reorganizacji zakładu ekspedycji PKN Orlen i była odpowiedzią na ówczesne potrzeby koncernu w zakresie prowadzenia gospodarki cysternowej.
W 2004 roku rozpoczęto realizację usług przewozowych z wykorzystaniem własnych wagonów i lokomotyw. Spółka dostarczała produkty rafineryjno-petrochemiczne do terminali przeładunkowych zlokalizowanych na granicach Polski, których odbiorcami byli zagraniczni klienci PKN Orlen.
1 lipca 2006 roku zakład ekspedycji PKN Orlen włączono do spółki Orlen KolTrans. Spółka świadczyła obsługę bocznicy zlokalizowanej na terenie Zakładu Produkcyjnego PKN Orlen w Płocku, w tym m.in. obsługa handlowa przesyłek, obsługa punktów załadunku i rozładunku cystern kolejowych, formowanie pociągów, utrzymanie infrastruktury kolejowej.
1 marca 2019 spółka Orlen KolTrans Sp. z o.o. zmieniła formę prawną i rozpoczęła działalność pod nazwą: Orlen KolTrans Spółka Akcyjna, w skrócie Orlen KolTrans S.A.
W 2010 roku Orlen KolTrans wdrożył politykę bezpieczeństwa i decyzją Prezesa Urzędu Transportu Kolejowego uzyskał akceptację Systemu Zarządzania Bezpieczeństwem w transporcie kolejowym, co zostało potwierdzone certyfikatem bezpieczeństwa. 1 sierpnia 2022 nastąpiło przejęcie Grupy Lotos przez PKN Orlen i fuzji obu tych spółek. W związku z fuzją nastąpi połączenie obu przewoźników kolejowych, polegające na wchłonięciu Orlen KolTrans przez Lotos Kolej. 3 lipca 2023 Lotos Kolej przejęła majątek Orlenu KolTrans i tym samym ten ostatni przestał istnieć. Według władz spółki – połączone spółki będą funkcjonować pod nazwą „Lotos Kolej” do czasu wygaśnięcia koncesji, a następnie będą funkcjonować pod nazwą „Orlen”.

## Działalność Orlen KolTrans
W ramach konsolidacji aktywów kolejowych wewnątrz Grupy Kapitałowej Orlen w czerwcu 2017 roku nastąpiło przejęcie przez Orlen KolTrans zorganizowanej części przedsiębiorstwa Euronaft Trzebinia.
Orlen KolTrans Sp. z o.o. w roku 2017 podjął również działania mające na celu pozyskanie do swojego parku taborowego nowoczesnych pojazdów trakcyjnych. W wyniku przeprowadzonego przetargu, w grudniu 2017 r. do spółki zostały przekazane dwie zmodernizowane lokomotywy spalinowe typu 15D/A, które wykorzystywane były do prac w przewozach oraz jedna lokomotywa spalinowa typu 6DgB, która eksploatowana jest na bocznicy w Trzebini. pozyskała do eksploatacji dwie lokomotywy elektryczne Gama 111Ed z modułem dojazdowym, który umożliwia pracę manewrową na torach bez sieci trakcyjnej.
W ramach przetargu w drugiej połowie 2017 roku, Orlen KolTrans zawarł umowę dzierżawy 10 lokomotyw (plus lokomotywa zastępcza) typu Traxx E483 i E186 z firmą Railpool GmbH. 2 lutego 2018 roku Orlen KolTrans powiększył dodatkowo swój tabor o trzy nowe lokomotywy typu Griffin, które zostały przekazane Spółce przez firmę Newag S.A. na mocy zawartej na okres dwóch lat umowy dzierżawy.
W 2017 r. spółka przejęła zarządzanie bocznicami w Trzebini i Jedliczu. Równocześnie podjęte zostały działania związane z obsługą bocznic w Widełce oraz Olszanicy. Od sierpnia 2017 r. spółka obsługiwała również bocznicę Orlen Aviation w Warszawie.
W 2018 r. spółka rozpoczęła działalność na terenie Terminala paliw PKN Orlen w Ostrowie Wielkopolskim oraz we Włocławku.
Spółka działała w oparciu o Zintegrowany System Zarządzania Jakością wg ISO 9001:2008, Środowiskowego ISO 14001:2004 i Bezpieczeństwem PN-N-18001:2004 oraz System Zarządzania Bezpieczeństwem (SMS), a także System Zarządzania Utrzymaniem (MMS).

## Tabor

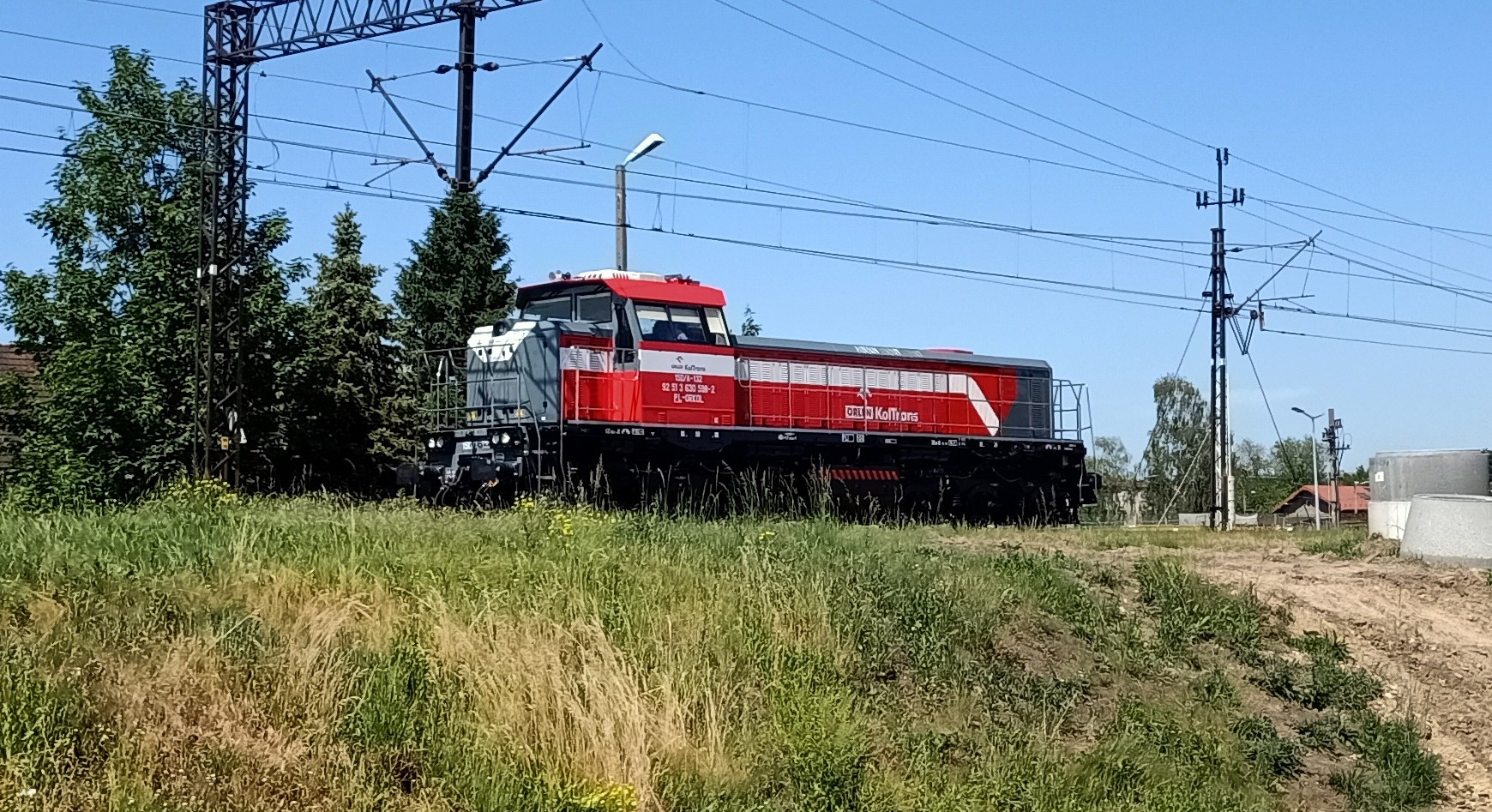
Lokomotywa Newag 15D/A-132 Orlen KolTrans.

Przedsiębiorstwo posiadało lokomotywy:
własne: ČKD T448p, M62, TEM2, SM42, 060DA, 6Dg, 15D
1 czerwca 2017 spółka przejęła spółkę Euronaft Trzebinia (również należącą do grupy Orlen).